# Raffaellino del Colle
Raffaellino del Colle, właśc. Raffaello di Michelangelo di Francesco (ur. między 1494 a 1497 w Colle di Borgo Sansepolcro, zm. 17 listopada 1566 tamże) – włoski malarz manierystyczny, aktywny głównie w Umbrii.

## Życiorys
Raffaellino del Colle urodził się między 1494 a 1497 w Colle di Borgo Sansepolcro w Toskanii. Był uczniem Giovanniego di Pietro. Jako artysta samodzielny w latach 1518–1519 dekorował tabernakulum dla kościoła Miłosierdzia w rodzinnym Sansepolcro. Zaraz potem przeniósł się do Rzymu, praktykował w pracowni Raffaella. Po jego śmierci współpracował z Giuliem Romano przy dekorowaniu Sali Konstantyna (wł. Sala di Costantino) w Pałacu Apostolskim na Watykanie. W 1524 roku Giulio Romano, powierzył mu narzędzia swojej praocwni, niedokończone prace, rysunki i kartony, w tym Ołtarz Fuggerów w kościele Santa Maria dell’Anima w Rzymie, w którego wykonaniu Raffaellino był zaangażowany.
Malarz powrócił do Sansepolcro, gdzie zlecono mu namalowanie Zmartwychwstania do katedralnej kaplicy Świętych Idziego i Arcano. W kwietniu 1525 roku otrzymał zamówienie na dokończenie budowy i wystroju kaplicy. Spod jego pędzla wyszła, m.in. predella. Kaplica została zniszczona w 1859 roku. Od 1527 roku Del Colle gościł w swoim domu Rosso Fiorentino, który opuścił stolicę po jej splądrowaniu. W listopadzie 1526 zapisał się do Bractwa Matki Bożej Łaskawej (wł. Compagnia della Madonna delle Grazie), do którego należał aż do śmierci. W 1528 roku powstało Zwiastowanie do ołtarza Sellarich w kościele Św. Dominika w Città di Castello, obecnie w Pinakotece Miejskiej. Z tego okresu pochodzą: fresk Św. Leon Wielki, obecnie z Muzeum Miejskim w Sansepolcro oraz Św. Katarzyna Aleksandryjska obecnie w kolekcji prywatnej. Oba dzieł inspirowane modelami znanymi z Rzymu, z pracowni Raffaella i Giulio.
Raffaellino, przyjmując zamówienia z Umbrii i Marchii, namalował: w 1530 roku Niepokalane Poczęcie dla kościoła Santa Maria in Val d’Abisso w Piobbico, przed 1532 retabulum szafiaste Wniebowzięcie ze świętymi dla tego samego kościoła w Piobbico, zamówiona w 1526 roku pala Ukoronowanie Matki Bożej dla kościoła obserwantów pw. Matki Bożej Śnieżnej w Sansepolcro, obecnie w Muzeum Miejskim. Z lat 30. pochodzi Odkupiciel z aniołami z kościoła Św. Franciszka w Citernie. W różnych okresach w latach 1530–1535 artysta uczestniczył w powstawaniu cyklu fresków w Willi Cesarskiej w Pesaro, powstających na zamówienie Franciszka Marii I della Rovere i jego żony Eleonory Gonzagi.
W latach 1534–1535 powstał fresk Wieczernik w refektarzu klasztoru Santa Maria del Sasso w Bibbienie. W kwietniu 1536 roku Del Colle ukończył Oczyszczenie Marii Panny do ołtarza Robertich w kościele obserwantów w Sansepolcro, obecnie w Muzeum Miejskim. W latach 1540–1550 powstały: Narodzenie do kościoła benedyktynów w Gubbio, Święta dysputa do ołtarza De Blasich w kościele Św. Franciszka w Cagli, Święta dysputa do ołtarza Grazianich w kościele w Vado. W latach 1543–1544 pracował w Perugii, w latach 1545–1546 u boku Giorgia Vasariego w Neapolu w klasztorze Monteoliveto. W 1546 roku, nadal u boku Vasariego w Rzymie przy dekoracjach w Sali Stu Dni w Pałacu Kancelaryjnym. W 1548 roku Agnolo Bronzino zaprosił Raffaellina do współpracy we Florencji, gdzie powstawały kartony do arrasów dla Palazzo Vecchio. W 1552 roku, wzorując się na Francesco Salviatim, namalował Zdjęcie z krzyża do kaplicy Albizinich w kościele Matki Bożej Łaskawej w Città di Castello. Del Colle współpracował z Bertem Albertim.
Z 1560 roku pochodzą dwie pale: Zwiastowanie do ołtarza Libellich w kościele Św. Dominika oraz Zwiastowanie do ołtarza Albizinich w kościele Św. Franciszka w Città di Castello, obecnie w Pinakotece Miejskiej. Niewiele wcześniejsza jest Matka Boża Łaskawa namalowana dla bractwa, do którego artysta należał. Najpóźniejszymi znanymi dziełami Raffaellina są: Bóg Ojciec i aniołowie dla kościoła Św. Antoniego w Sansepolcro z 1561 roku, Święta Rodzina z Janem Chrzcicielem do ołtarza Scottich w kościele Św. Augustyna w Perugii z 1560 roku, Madonna w chwale ze świętymi dla Bractwa św. Augustyna w Perugii z 1563 roku.
Uczniem Raffaellina był malarz Giovanni De Vecchi.
12 grudnia 1533 roku Raffaellino del Colle poślubił w Sansepolcro Orsinę Bartolini, z którą miał syna Michelangelo. Inne dzieci nie dożyły dorosłości. Artysta zmarł 17 listopada 1566 roku w Sansepolcro. Został pochowany w kościele pw. Św. Jana.

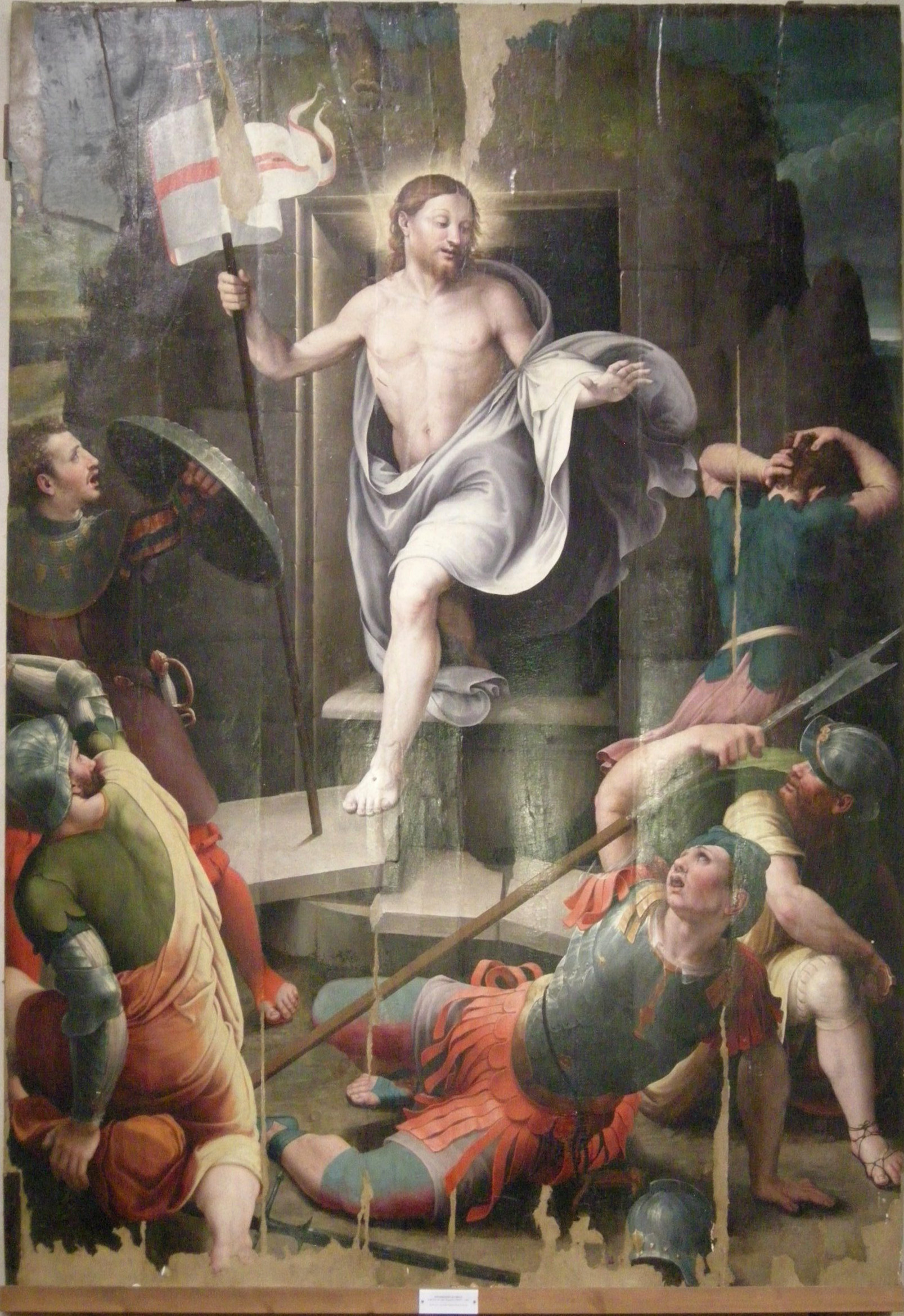
Zmartwychwstanie, 1522–1525, katedra w Sansepolcro
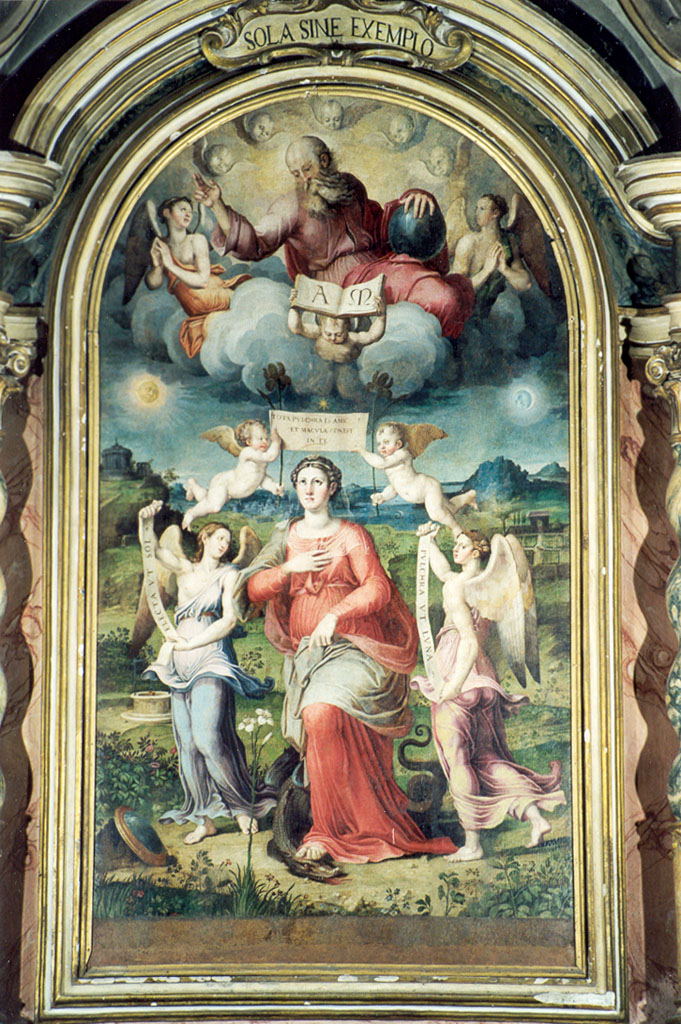
Niepokalane Poczęcie, 1530–1532, Mercatello sul Metauro
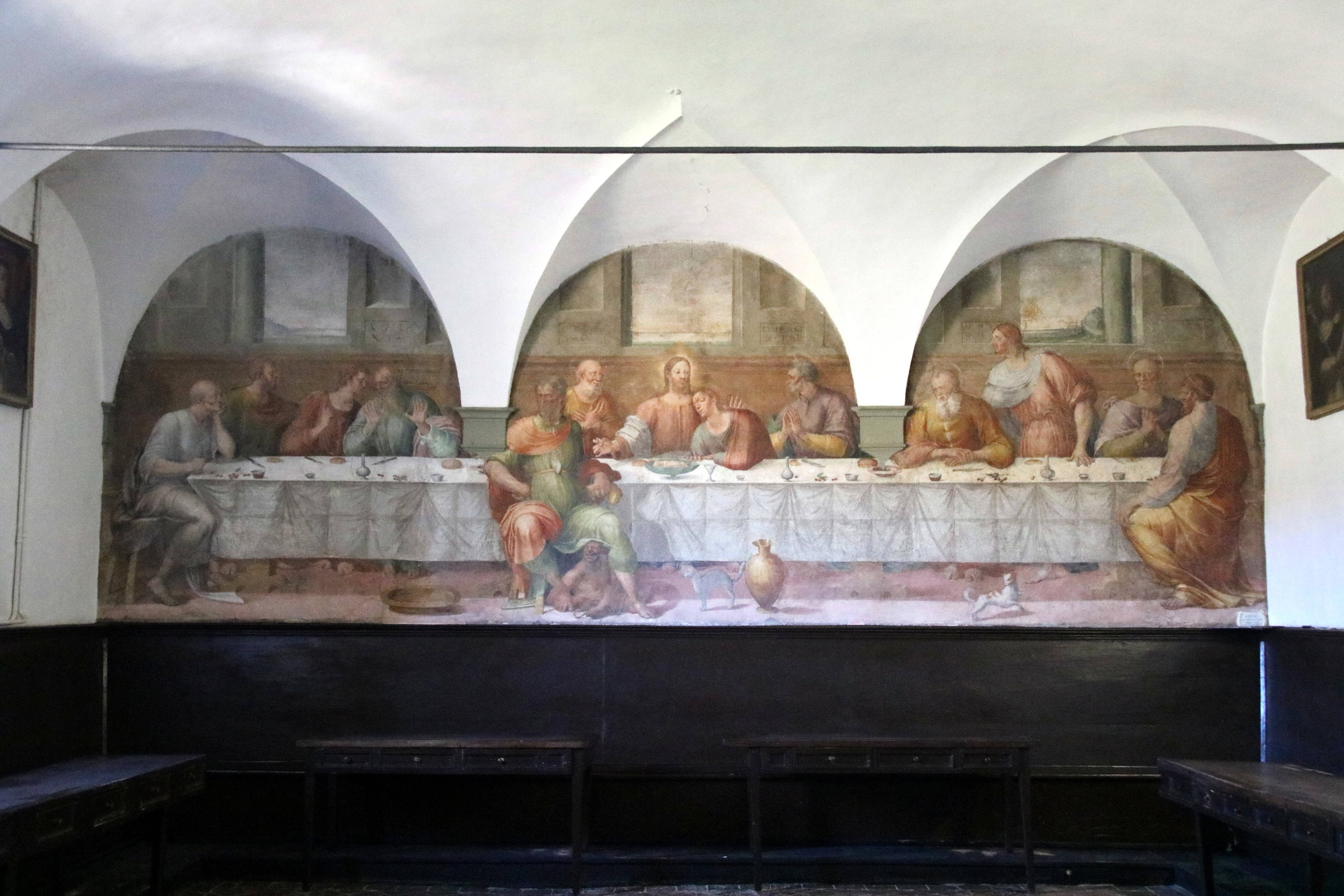
Ostatnia Wieczerza, 1534–1535, Bibbiena